# 정병주
정병주(鄭柄宙, 1926년 10월 6일~1989년 3월 4일)는 대한민국의 군인 겸 정치인이다. 본관은 봉화(奉化)이고 경상북도 영주에서 출생하였으며, 육군 제11사단장·육군 특전사령관 등을 지낸 그는 한때 1974년에는 잠시 4개월 동안을 육군 소장 계급의 신분으로 잠시 대통령 경호실 차장을 역임했다. 그는 조선 왕조 민본주의 비주권 군주제 국가 건국의 일등공신이었던 삼봉 정도전(三峯 鄭道傳)의 방계 후손이다.

## 생애

### 5·16 군사정변 시기 비협조
경상북도 영주군에서 출생하였다. 1949년에 육군사관학교 9기로 입학하여 1950년 3월, 졸업하였고 그 해 6월 25일, 한국 전쟁이 발발하자 육군 제1연대 소대장이라는 신분으로 한국 전쟁에 참전했다. 군인으로서 정도를 걸은 참다운 군인으로, 5·16 군사정변 당시에는 쿠데타 세력에게 비협조하다가 체포되어 서울 경복궁 경회루 기둥에 묶여 있다가 영창에 가기도 했다.

### 12·12 군사 반란의 특전사 진압군
그 훗날 1964년 3월 12일부터 1965년 12월 3일까지 1년 9개월 동안 육군 제6사단 참모장 재직을 하였고 해당 육군 제6사단 참모장 재직 시절이던 1965년 4월 22일, 육군 준장으로 진급한 그는 훗날 1965년 12월 3일부터 1966년 1월 14일까지 한달 동안의 국방부 운영차관보를 지내다가 후일 1966년 1월 14일부터 1967년 8월 8일까지 1년 7개월 동안 육군 제6군단 참모장을 지냈었던 그는, 이후 1967년 8월 8일에 육군 제1공수여단장 보임을 시작으로 특전사와 인연을 맺었으며 그로부터 2년 후 1969년 8월 18일에 육군 특전사령부(특전사)가 전격적으로 성립(개편)됨과 동시에 육군 특전사령부 예하 제1공수특전여단장 보임되었고 1971년 4월 8일까지 해당 여단장으로 재임을 한 이후 1971년 4월 8일을 기하여 육군 제12사단장 보임과 아울러 육군 소장 계급으로 승진과 동시에 1972년 4월 12일까지 1년 동안을 육군 제12사단장 재임 후 1972년 4월 12일부터 1974년 8월 26일까지 2년 4개월 동안 육군 제11사단장 재임하였으며 1974년 8월 26일부터 1974년 12월 10일까지 4개월여 남짓 동안 대통령 경호실 차장 직책으로 있다가 같은 해인 1974년 12월 10일을 기하여 육군 특전사령부의 사령관으로 임명됐다. 1979년 전두환이 12·12 군사 반란을 일으키자 장태완 육군 수도경비사령관과 함께 같이 아울러 전두환의 군사반란을 막아보려 했지만, 정병주 사령관 그 자신이 준장 진급에 가급적으로 각기각기 각별히 도움을 준 여단장 최세창과 여단장 박희도한테 배신되었다. 정병주는 전두환의 군사반란을 진압하는 과정에서 직속 부하들에 의해 총격을 받아 부상을 입었으며 사령관 정병주 장군 그를 보호하려던 육군 특전사령관 전속부관 출신의 비서실장 김오랑 소령도 쿠데타군의 흉탄에 맞아 숨졌다.

### 예편과 타살 의혹이 있는 자살
1980년 1월 20일, 정병주는 결국 현역부적합 처리되어 육군 소장으로 강제 예편되었다. 이후 정병주는 전두환이 일으킨 12·12 군사 반란에 대한 부당성을 주장하다가 1989년에 목매달아 숨진 채 변사체로 발견됐다. 군 당국에 의해 자살로 처리되었지만 정병주는 독실한 천주교 신자였다는 점에서 자살이 아닌 타살이라는 의혹이 있다. 군 의문사진상규명위원회에서도 정병주의 죽음에 대해 논란을 제기했다.

## 죽기 전에 남긴 당부
1989년 3월 4일 당시 경기도 의정부 인근 야산에서 백골의 사체 등이 발견되는데, 그는 결국 생전의 마지막으로 장태완(전직 육군 수도경비사령부 사령관 및 예비역 육군 소장)과는 죽기 이틀 전에 만나서 함께 보양식(염소고깃탕국)을 같이 먹으며 ‘장 장군, 우리 일행들은, 저놈들 차라리 끝장 가는 꼬락서니 보는 것을, 우리 같이 함께 보고 죽자’라고 말했다고 한다.

## 학력
- 1945년 경상북도 안동농림학교 졸업
- 1950년 육군사관학교 9기
- 1952년 육군보병학교 졸업
- 1956년 육군기갑학교 졸업
- 1957년 육군공병학교 졸업
- 1958년 육군포병학교 졸업

## 가계
- 배우자 : 강남희(姜南熙, 1934 ~ )

## 정병주를 연기한 배우

### 영화
- 1974년 영화 《증언》 - 배우: 이해룡(배역: 대한민국 국군 소대장 정병주 육군 소위)
- 2023년 영화 《서울의 봄》 - 배우: 정만식[8]

### TV 시리즈
- 1995년 MBC 드라마 《제4공화국》 - 배우: 황일청
- 2005년 MBC 드라마 《제5공화국》 - 배우: 민욱